# Économie de la Bulgarie
L'économie de la Bulgarie est une économie de marché libérale, qui est intégrée dans l'Économie de l'Union européenne depuis 2007. La monnaie nationale est le lev bulgare, qui est lié à l'euro au taux de 1,95583 pour un euro. La Bulgarie est un pays industrialisé et la plupart de l'économie est dans le secteur privé.
Les principales sources de revenus et de croissances économiques sont le secteur de l'énergie, l'exploitation minière, l'industrie légère et le tourisme. Selon l'Institut national de statistique (INS) de Bulgarie, le PIB en 2009 était de $ 43,5 milliards (environ 90 milliards à PPA). En 2010 le montant des exportations était de $ 19,3 milliards, dont les principaux produits étaient l'acier, les machineries, les combustibles raffinés et les textiles.

## Histoirе

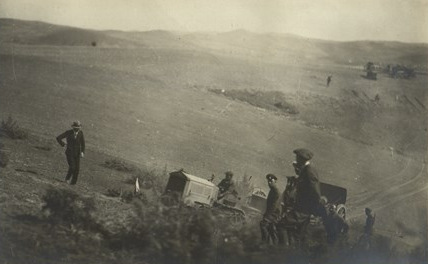
Champs en Bulgarie dans les années 20.

Après la Seconde Guerre mondiale (1939-1945), le régime monarchiste en place est défait au profit d'un régime communiste. Ce régime communiste entame un processus d'industrialisation massif et d'une spécialisation de l'économie dans l'industrie lourde, et ce jusqu'à la chute du régime à la fin des années 80. 
Lorsque le régime chute, l'instabilité économique est à son comble, et les nombreuses tentatives de réformes, notamment du système bancaire (1991) ne se révèlent pas suffisante pour permettre à l'économie bulgare de survivre.
Le pays a connu une grave crise économique en 1996-1997 et est passé sous la tutelle du Fonds monétaire international qui lui a imposé de sévères restrictions et de nombreuses privatisations.
Durant la décennie 2000, le pays a connu une croissance économique importante dans l'optique de son adhésion à l'Union européenne. De 2004 à 2008, la croissance du produit intérieur brut était de 6 % en moyenne. Le chômage est tombé de 18 % (2003) à 9,1 % (2010). La main-d'œuvre est estimée à 3,8 millions de personnes. 2008 aura été marquée par une forte croissance, 6,5 % du PIB, et de grands projets énergétiques comme le gazoduc South Stream et la centrale nucléaire Belene. Mais l'année est également marquée par la sanction de Bruxelles contre l'utilisation frauduleuse des fonds d'aide européens et les premières conséquences sur l'économie réelle de la crise financière internationale avec un éclatement de la bulle immobilière qui s'est traduit par une chute des investissements directs étrangers de 25 % en huit mois.

## Secteurs économiques

### Agriculture
L'agriculture de la Bulgarie durant l'ère communiste est fortement centralisée sur des parcelles de grandes tailles appartenant à l'État. À la chute du bloc de l'est, l'agriculture est décollectivisée et privatisée. Ainsi en 2004, 98 % de la superficie agraire est détenue par le secteur privé, dont un certain nombre par des entreprises de grandes tailles. Une large partie de la production agricole est cependant issue de parcelles plus petites. La Bulgarie produit principalement des céréales, comme le blé, l'orge ou le maïs, mais également de la betterave à sucre, du tournesol et du tabac. Les tomates, concombres, et poivrons sont les légumes les plus exportés du pays. La Bulgarie est également un important producteur de raisins et de melons ainsi que le premier producteur mondial de lavande.
En 2004, un tiers de la Bulgarie serait couverte de forêt, dont 40 % serait des conifères.

### Énergie

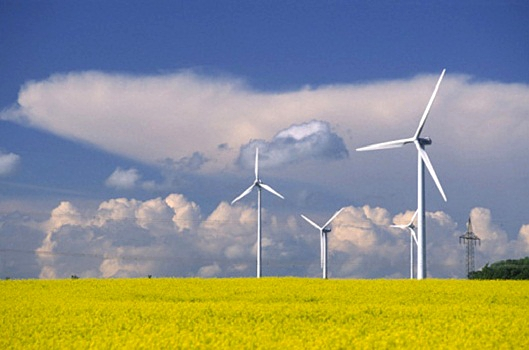
Éoliennes en Dobroudja du Sud.

Même si elle manque de ressources stratégiques comme le gaz naturel et le pétrole, la Bulgarie possède un réseau énergétique puissant qui joue un rôle important dans la région et en Europe. La source principale d'électricité est l'énergie nucléaire. La seule centrale nucléaire du pays — Kozlodouï — satisfait 34 % des besoins énergétiques de Bulgarie. Une deuxième centrale avec deux réacteurs de 1 000 MW est en cours de construction pas loin de Béléné. La construction de deux réacteurs supplémentaires à Kozlodouï est également envisagée. Après 2005 le pays a aussi concentré ses efforts sur les projets d'énergies renouvelables, en particulier des parcs éoliens. La Bulgarie a actuellement l'un des marchés à plus forte croissance de l'énergie éolienne dans le monde. Les autres sources d'électricité sont 64 centrales hydroélectriques et plusieurs vastes centrales thermiques.

#### Gaz naturel
La Bulgarie consomme, en janvier 2009, de 12 à 13 millions de m³ de gaz naturel par jour. Elle dépend à cette date à 92 % des importations venant de Russie qui se sont élevées en 2007 à 3,7 milliards de m3. Le pays dispose d'un seul dépôt d'une contenance de 300 millions de m3 à Tchiren.

### Industrie
Malgré l'énorme ralentissement économique après la chute du communisme, la Bulgarie possède encore une capacité industrielle considérable. Le pays est un producteur à grande échelle de cuivre, de zinc, de charbon et de tabac (classé respectivement seconde, quatrième, sixième et troisième dans l'Union européenne). Le pays produit aussi 2,1 millions de tonnes d'acier par an. La production de métaux et d'alliages a lieu dans quelques grands complexes miniers et métallurgiques, comme « Elatsite » (42 000 millions de tonnes de cuivre par an), « Stomana » (1 400 000 millions de tonnes de fer et acier par an) et « KTsM » (65 000 tonnes de plomb et 80 000 tonnes de zinc par an). L'industrie lourde inclut aussi le raffinement des carburants, la production et la réparation de wagons, d'automobiles (en Lovetch), de matériel de communication, de matériel électronique et de matériel militaire.
Industrie traditionnelle en Bulgarie, l'industrie de l'armement connaît dans les années 2010 un fort regain et profite des commandes notamment de l'Arabie saoudite pour approvisionner les différents groupes islamistes combattant le gouvernement syrien durant la guerre civile syrienne. Ainsi, selon une étude effectuée en 2014 portant sur munitions utilisées par le groupe État islamique dans le nord de l'Irak et de la Syrie, 47 cartouches sur 161 analysées étaient de production bulgare. L'Irak, l'Inde et l'Afghanistan, figurent également parmi les gros clients du pays. Pour faire face à ces commandes, VMZ, la dernière entreprise d'armement publique, a ouvert à Iganovo deux nouvelles unités pour augmenter de moitié sa production. L'entreprise, fondée en 1936, a embauché un millier d'ouvriers en sept mois, portant son effectif à 3 600 en 2016. Dans la ville proche de Kazanlak, 7 300 employés de l'entreprise privée Arsenal JSCo fabriquent la « Kalachnikov bulgare », « réputée pour son rapport qualité-prix ». L'entreprise fournit également les roquettes antichars PG-7VM utilisées par Daech
Les commandes de l'Arabie saoudite à Sofia ont augmenté à 85 millions d’euros en 2014, pour atteindre 92 millions en 2015. Les achats portent sur des armes légères, fusils d’assaut, fusils longue portée, lance-grenades, lance-roquettes personnels. En tout, entre 2014 et 2015, le ministère de la Défense bulgare a enregistré une croissance de 59 %, en lien avec le conflit en Irak et en Syrie.

### Transport et infrastructure

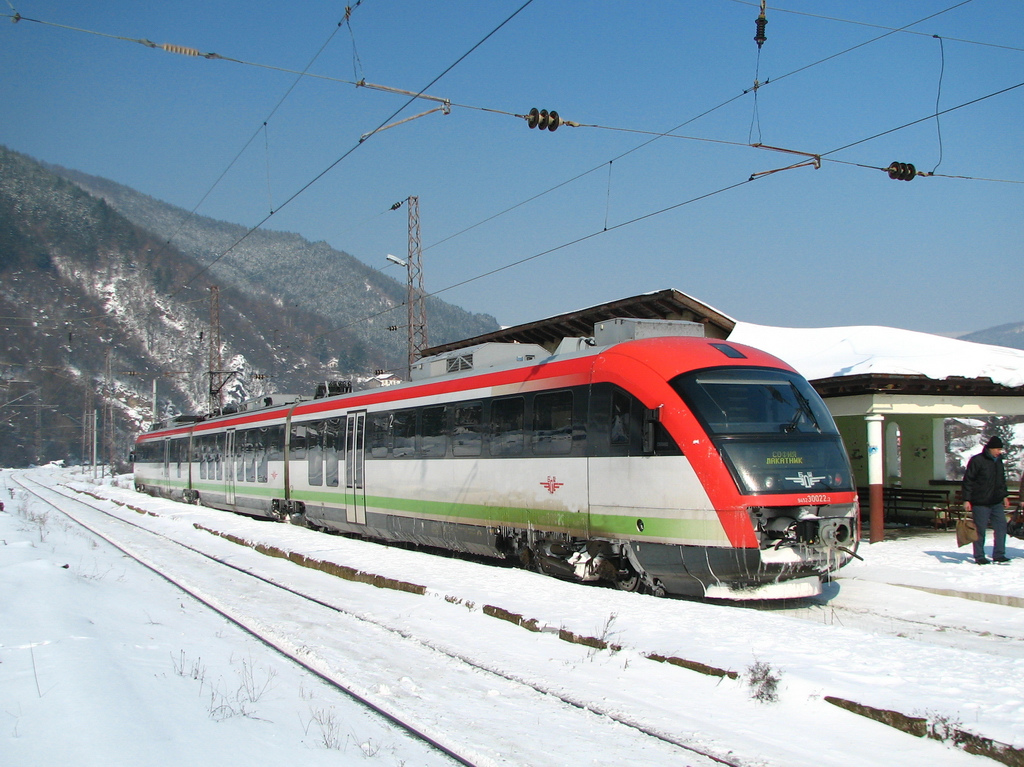
Un autorail Siemens des Chemins de fer bulgares de l'État (BDJ).

Située dans le carrefour entre l'Europe et l'Orient, la Bulgarie possède une position stratégique. Le réseau routier a 40 231 km de longueur, dont une partie considérable est en mauvais état.
Le réseau ferroviaire est bien développé, cependant les lignes les moins fréquentées disposent plutôt de trains vétustes. La ligne Sofia-Plovdiv est la mieux desservie du pays. Il n'existe pas de trains à grande vitesse en Bulgarie, mais la première ligne de ce type est prévue d'être complète en 2017. Le programme de modernisation à un coût de 580 000 000 euros est en progression. Le métro de Sofia est le seul système de transport urbain souterrain en Bulgarie. Le métro est prolongé pour 27 km avec 27 stations en très bon état. De plus, le métro de Sofia est en train de se faire allonger avec une troisième ligne verte qui est en train de se construire et d'autres stations  Dans le début des années 2000, la Bulgarie avait 37 300 km de routes, dont presque toutes ont été asphaltées, mais près de la moitié (18 000 kilomètres) est tombé dans le plus mauvais classement international pour les routes asphaltées. Le réseau routier en 2011 est constitué de 40 321 kilomètres de routes, dont 644 km sont de terre, 39 169 km sont bitumées et 418 km sont des autoroutes. La Stratégie nationale de développement de l'infrastructure intégrée envisage la construction de 720 kilomètres de nouvelles autoroutes jusqu'à 2015.
La Bulgarie était le premier pays de l'Europe de l'Est avec une industrie des technologies de l'information. Le réseau de communication comprend une gamme complète de services téléphoniques et Internet à la disposition de la majorité de la population. Le nombre total de lignes téléphoniques fixes s'élève à 2,164 millions, et le nombre de téléphones cellulaires en usage est estimé à plus de 10,6 millions. La Bulgarie a connu une augmentation rapide du nombre d'utilisateurs d'Internet - de 430 000 en 2000 à 3,4 millions (48 % de la population) en 2010.

### Tourisme
Le tourisme constitue une part importante de l'économie bulgare. En 2013, la Bulgarie a accueilli 9,1 millions de touristes, notamment de Roumanie, de Grèce, de Turquie, d'Allemagne, de Russie ou encore d'ARYM. En 2013, 58 % des touristes étaient en provenance de l'Union européenne soit près de 5,4 millions de touristes. La Bulgarie possède un littoral au climat méditerranéen et de nombreuses stations balnéaires, ainsi que plusieurs montagnes et des stations de ski. De plus, la culture de la Bulgarie attire de plus en plus de touristes, dans les monastères ou dans les villages pittoresques.
Parmi les attractions touristiques les plus prisées, on compte les stations balnéaires Sables d'or (Bulgarie), Slantchev Briag, Albena et Sv.Sv Konstantin & Elena, et les stations de ski Bansko, Borovets et Pamporovo.

## Indicateurs sociaux-économiques
Le niveau de vie restant faible notamment dans les zones rurales et les inégalités fortes, le gouvernement augmente cependant les salaires chaque année pour essayer de rendre la vie des bulgares qui perçoivent le salaire minimum meilleure. 
Le pays bénéficie d'implantations d'entreprises intéressées par les faibles salaires, mais reste pénalisé par sa faible productivité, ainsi que l'émigration de ses diplômés.
Elle a un IDH de 0,81 (élevé), un PIB en (PPA) de 148 milliards de dollars et un PIB en PPA par habitant de 20 498 dollars.
Au 1er janvier 2017, le salaire minimum était de 235 euros, revalorisé le 1er janvier 2018 à 261 euros et le 1er janvier 2019 à 283 euros.

### PIB nominal par région
La Bulgarie a six régions de planification selon la Nomenclature d'unités territoriales statistiques.
| Rang | Régions                | PIB en € | % du PIB moyen de l’UE |
| ---- | ---------------------- | -------- | ---------------------- |
| 1    | Région du Sud-Ouest    | 23700    | 79 %                   |
| 3    | Région du Sud-Est      | 13 000   | 43 %                   |
| 2    | Région du Nord-Est     | 11 800   | 39 %                   |
| 4    | Région du Sud central  | 10 400   | 35 %                   |
| 5    | Région du Nord central | 10 200   | 34 %                   |
| 6    | Région du Nord-Ouest   | 9 300    | 31 %                   |

Selon Eurostat (2017).

## Investissement direct à l'étranger
Depuis l'effondrement de l'URSS, la Bulgarie a développé une politique fiscale visant à séduire les investisseurs étrangers, entreprises et particuliers. Dès 1987, la France et la Bulgarie signent une convention de non double imposition. La flat tax à 10% sur les revenus des personnes physiques est la plus emblématiques de ces mesures. Mais la Bulgarie offre également une taxe sur la propriété quasi nulle, une imposition des dividendes à 5%, une TVA à 9%, plus-values immobilières limitées à 10% ou exonérées après trois ans, droits de successions inférieurs à 7%, exemptions fiscales dans le domaine financier. En 2016, la Bulgarie a fait son entrée dans le classement des "pays les moins fiscalisés du monde" édité par le cabinet Bradley Hackford[source insuffisante]. Depuis, la Bulgarie apparait régulièrement dans les classements des plus importants paradis fiscaux européens et mondiaux[réf. nécessaire].
À partir de la fin des années 1990, les investissements de l'Occident et la Russie ont largement contribué à la récupération de la crise économique de 1996-1997, mais le taux d'investissement est resté inférieur à ceux dans d'autres pays d'Europe orientale. En 2003, les principales sources nationales de l'investissement direct étranger, par ordre d'importance, étaient l'Autriche, la Grèce, l'Allemagne, l'Italie et les Pays-Bas.
Un certain nombre d'entreprises étrangères ont investi dans l'engrais chimique et les industries agro-alimentaires. Dans les années 2000, la Chine a investi dans l'industrie électronique bulgare. Certains accords de coopération ont été faites pour la fabrication de composants de véhicules. Eurocopter a un protocole bilatéral impliquant une variété de machines, logiciels et autres produits industriels.